# Luis Mariani Jiménez
Luis Mariani Jiménez (Sevilla, ca 1835) fue un dibujante y caricaturista español. Muchas de sus obras fueron publicadas en la revista satírica El Tío Clarín que comenzó a publicarse en el año 1864 y se estuvo editando hasta 1871.
Fue director literario y dibujante de El Padre Adam.